# Siegfried Mittmann
Siegfried Mittmann (* 12. Oktober 1933 in Goldau; † 29. April 2022) war ein deutscher evangelischer Theologe und Biblischer Archäologe.

## Leben
Nach der Promotion in Tübingen am 24. Februar 1967 und der Habilitation 1972 ebenda lehrte er an seiner Alma Mater als Professor für Altes Testament und Biblische Archäologie.
Im Auftrag des Deutschen Evangelischen Instituts für Altertumswissenschaft des Heiligen Landes führte Mittmann von August 1963 bis Januar 1966 umfangreiche Oberflächenuntersuchungen im nördlichen Ostjordanland zwischen Jabbok und Jarmuk durch. Aus dieser Arbeit ging seine Dissertation hervor, in der er über 300 Ruinenstätten und antike Siedlungsplätze beschrieb. Daneben dokumentierte er den Verlauf der römischen Straße von Gerasa nach Adraa anhand von zahlreichen Meilensteinen.
Er erforschte von 1984 bis 1994 in Zusammenarbeit mit dem Institute of Archaeology and Anthropology der Yarmouk University in Irbid die frühbronzezeitliche Stadt auf dem Hirbet ez-Zeraqon. In acht Ausgrabungskampagnen wurden Teile der sieben Hektar großen Stadtanlage freigelegt.
Seine Tochter ist die Theologin Ulrike Mittmann.

## Werke (Auswahl)
- Beiträge zur Siedlungs- und Territorialgeschichte des nördlichen Ostjordanlandes (= Abhandlungen des Deutschen Palästinavereins. Band 83). Harrassowitz, Wiesbaden 1970, ISBN 3-447-00018-X (zugleich Dissertation, Tübingen).
- Deuteronomium 1,1 – 6,3 literarkritisch und traditionsgeschichtlich untersucht (= Beihefte zur Zeitschrift für die alttestamentliche Wissenschaft. Band 139). De Gruyter, Berlin/New York 1975, ISBN 3-11-005728-X (zugleich Habilitationsschrift, Tübingen 1972).
- mit Arnulf Kuschke und Uwe Müller: Archäologischer Survey in der nördlichen Biqāʿ, Herbst 1972 (= Tübinger Atlas des Vorderen Orients. Nummer 11). Reichert, Wiesbaden 1976, ISBN 3-920153-67-7.
- Hirbet ez-Zeraqon, eine Stadt der frühen Bronzezeit in Nordjordanien. Archäologie in Deutschland 1994/2, S. 10–15.
- mit Götz Schmitt: Tübinger Bibelatlas. Auf der Grundlage des Tübinger Atlas des Vorderen Orients (TAVO). Reichert, Wiesbaden 2001, ISBN 3-89500-217-8.